# Ovobulbus boker
Ovobulbus boker es una especie de araña araneomorfa del género Ovobulbus, familia Oonopidae. Fue descrita por Michael Ilmari Saaristo en 2007.

## Distribución
Esta especie es endémica de Israel.

## Descripción
El macho holotipo mide 1,71 mm.